# Missa brevis núm. 7 (Mozart)
La Missa brevis núm. 7 en do major, K. 258, també coneguda com a «Piccolomini-Messe» ("Missa Piccolomini") i «Spaur-Messe», és una composició de Wolfgang Amadeus Mozart. Aquesta és una de les tres misses que Mozart va compondre durant els mesos de novembre i desembre de 1776. Totes estan en la tonalitat de do major, incloent la Missa del Credo (K. 257) i la Missa del solo d'orgue (K. 259).
El sobrenom de «Missa Piccolomini», s'ha especulat que pugui referir-se a la brevetat de la missa. S'especula que els músics de la cort de Praga l'anomenaven piccola missa ("una missa curta o petita"), i el terme va acabar degradant-se fins a arribar a la denominació actual. D'altra banda, no sembla que hi hagi cap relació amb una noble família de Siena, els Piccolomini.
El sobrenom «Spaur-Messe» ("Missa de Spaur"), és un sobrenom actualment erroni. Leopold Mozart, en una carta del 1788, parla d'una missa per a una família anomenada Spaur, que Wolfgang havia compost per a la consagració del comte Ignaz Joseph von Spaur. Però això podria fer referència a altres misses com la Missa núm. 11 «Missa del Credo» (K. 257), Missa longa (K. 262) i la Missa brevis núm. 9 (K. 275/272b). Ja l'any 1987, el musicòleg britànic Alan Tyson va arribar a la conclusió que aquesta partitura havia de ser més aviat la K. 257. La partitura original d'aquesta missa fou descoberta el 2007 al Archivio del Duomo de Brixen. Aquest fet mostra un altre vincle entre l'obra i la família Spaur, ja que alguns d'ells van estar en el poder al Bisbat de Brixen.
Sembla que el músic i compositor de la cort Antonio Salieri la va dirigir el diumenge 28 d'agost de 1791, en presència del mateix Mozart, com a part del programa musical per festejar la coronació de l'emperador Leopold II a Praga.

## Estructura
La missa es divideix en 6 moviments.
1. "Kyrie" Allegro, 3/4
2. "Gloria" Allegro, 4/4
3. "Credo" Allegro, 3/4
"Et incarnatus est..." Adagio, 4/4
"Et resurrexit..." Allegro, 3/4
4. "Sanctus" Andante maestoso, 4/4
"Pleni sunt coeli et terra..." Allegro, 2/2
5. "Benedictus" Allegro, 2/2
6. "Agnus Dei" Adagio, 4/4